# Ниська-Яблониця
Ниська-Яблониця (пол. Niska Jabłonica) — село в Польщі, у гміні Борковиці Пшисуського повіту Мазовецького воєводства.
Населення — 166 осіб (2011).
У 1975-1998 роках село належало до Радомського воєводства.

## Демографія
Демографічна структура станом на 31 березня 2011 року:
|          | Загалом | Допрацездатний вік | Працездатний вік | Постпрацездатний вік |
| -------- | ------- | ------------------ | ---------------- | -------------------- |
| Чоловіки | 81      | 13                 | 59               | 9                    |
| Жінки    | 85      | 12                 | 42               | 31                   |
| Разом    | 166     | 25                 | 101              | 40                   |